# Nando de Colo

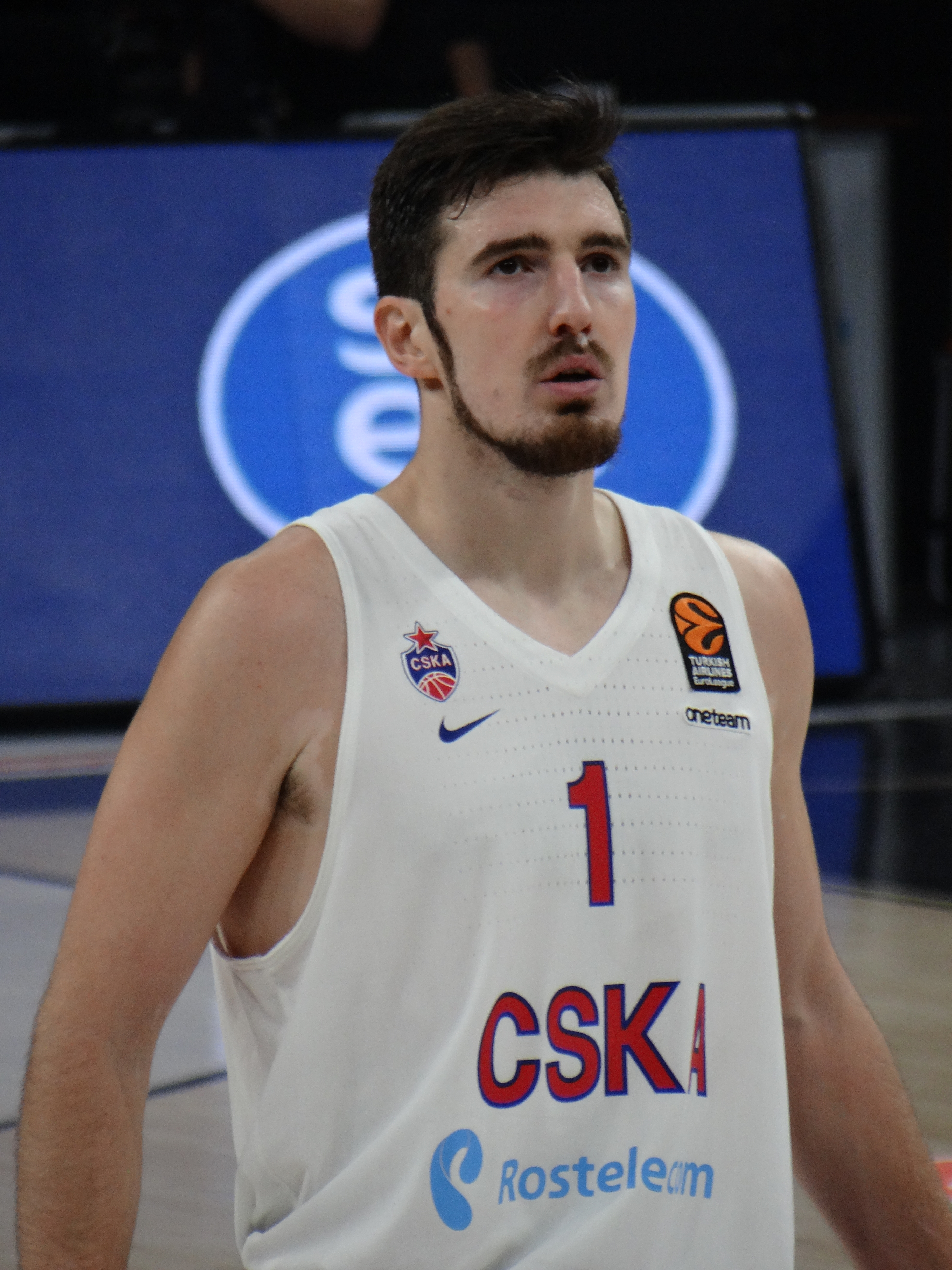

Nando de Colo (Sainte-Catherine-lès-Arras, 23 de junho de 1987) é um basquetebolista profissional francês que atualmente joga pelo Fenerbahçe Istambul.

## Estatísticas na NBA

### Temporada regular
| Ano     | Equipe      | PJ  | PT | MPP  | %TC  | %3P  | %TL   | RPP | APP | ROB | TPP | PPP |
| ------- | ----------- | --- | -- | ---- | ---- | ---- | ----- | --- | --- | --- | --- | --- |
| 2012-13 | San Antonio | 72  | 6  | 12.8 | .436 | .378 | .795  | 1.9 | 1.9 | .6  | .1  | 3.8 |
| 2013-14 | San Antonio | 26  | 3  | 11.6 | .452 | .323 | .818  | 1.7 | 1.2 | .6  | .1  | 4.3 |
| 2013-14 | Toronto     | 21  | 0  | 9.2  | .367 | .364 | 1.000 | 1.3 | 1.6 | .3  | .1  | 3.1 |
| Total   |             | 119 | 9  | 11.9 | .429 | .363 | .835  | 1.8 | 1.7 | .5  | .1  | 3.8 |

### Playoffs
| Ano   | Equipe      | PJ | PT | MPP | %TC  | %3P  | %TL   | RPP | APP | ROB | TPP | PPP |
| ----- | ----------- | -- | -- | --- | ---- | ---- | ----- | --- | --- | --- | --- | --- |
| 2013  | San Antonio | 5  | 0  | 2.8 | .250 | .000 | 1.000 | .8  | .4  | .0  | .0  | .8  |
| 2014  | Toronto     | 1  | 0  | 4.0 | .000 | .000 | .000  | 1.0 | .0  | .0  | .0  | .0  |
| Total |             | 6  | 0  | 3.0 | .250 | .000 | 1.000 | .8  | .3  | .0  | .0  | .7  |